# 孫宝琦
孫 宝琦（そん ほうき）は、清末民初の政治家・外交官。清末の外交官であり、民国時代には北京政府で外交総長や国務院総理（内閣総理）を歴任した。字は慕韓。

## 事跡
父の孫詒経は戸部侍郎であり、光緒帝の教師も務めた事がある。1900年（光緒26年）、八カ国連合軍が北京を占領すると、孫宝琦は西安に避難した光緒帝に従った。1901年（光緒27年）から、ドイツ・スペイン・ポルトガル・フランスなどの公使館の随員を務める。
1902年（光緒28年）7月、出使法国大臣（フランス公使）に昇進した。1905年（光緒31年）に帰国し、署順天府尹に任命。1907年（光緒33年）4月、出使徳国大臣（ドイツ公使）に赴任した。1908年（光緒34年）に帰国し、幇弁津浦鉄路大臣に任命。1909年（宣統元年）、山東巡撫となり、山東省におけるドイツの鉱山利権取得の動きを掣肘している。
1913年（民国2年）6月、北京政府の承認と孫文に対する支援の中断を要請するため、袁世凱の特使として李盛鐸と共に日本を訪問した。同年9月、熊希齢内閣の外交総長に任命。1914年（民国3年）2月12日、代理国務総理を兼ねて同年5月1日まで在任した。第一次世界大戦の勃発に際しては中立を維持した。1915年（民国4年）1月、日本の対華21カ条要求により外交総長を辞任し、審計院長に転じた。1916年（民国5年）4月、段祺瑞内閣の財政総長となり、同年6月からは漢冶萍公司董事長（理事長）・税務督弁に、1919年（民国8年）には招商局董事会会長にそれぞれ任じられた。1920年（民国9年）2月、経済調査局総裁となった。
1922年（民国11年）1月、揚子江水道討論委員会会長を、同年4月、外交部太平洋会議善後委員会副会長を、それぞれ務める。1924年（民国13年）1月12日、国務総理に再任され、外交委員会委員長も兼ねた。国務総理在任時、孫宝琦は「奉行憲法」や「平和統一」の施政方針を示す一方、ソ連との国交成立やドイツとの戦時賠償交渉を解決したが、王克敏財政総長との不和のために同年7月2日に辞任した。1925年（民国14年）2月、淞滬商埠督弁となった。同年8月、駐ソ大使に任じられたが、就任しなかった。1926年（民国15年）、中法大学董事長を務める。
1931年（民国20年）2月3日、上海で死去。享年65。